# Birgerbohlinia
Birgerbohlinia là một chi hươu cao cổ đã tuyệt chủng. Nó được đặt tên đầu tiên bởi Crusafont Pairó và Villalta năm 1951.